# Велики Брочанац
Велики Брочанац (до 1991. године Велики Броћанац) је насељено место у саставу општине Клис, Сплитско-далматинска жупанија, Република Хрватска.

## Историја
До територијалне реорганизације у Хрватској налазио се у саставу старе општине Солин.

## Становништво
На попису становништва 2011. године, Велики Брочанац је имао 159 становника.
| Број становника по пописима | Број становника по пописима | Број становника по пописима | Број становника по пописима | Број становника по пописима | Број становника по пописима | Број становника по пописима | Број становника по пописима | Број становника по пописима | Број становника по пописима | Број становника по пописима | Број становника по пописима | Број становника по пописима | Број становника по пописима | Број становника по пописима | Број становника по пописима |
| --------------------------- | --------------------------- | --------------------------- | --------------------------- | --------------------------- | --------------------------- | --------------------------- | --------------------------- | --------------------------- | --------------------------- | --------------------------- | --------------------------- | --------------------------- | --------------------------- | --------------------------- | --------------------------- |
| 1857                        | 1869                        | 1880                        | 1890                        | 1900                        | 1910                        | 1921                        | 1931                        | 1948                        | 1953                        | 1961                        | 1971                        | 1981                        | 1991                        | 2001                        | 2011                        |
| 374                         | 471                         | 414                         | 447                         | 487                         | 558                         | 558                         | 653                         | 391                         | 426                         | 346                         | 283                         | 241                         | 187                         | 169                         | 159                         |

Напомена: У 1857. и 1869. исказивано под именом Горњи Броћанац, од 1880. до 1900. под именом Вели Броћанац, а до 1991. под именом Велики Броћанац. У 1869. садржи део података за насеље Коњско и бивше насеље Мали Броћанац које је до 1948. исказивано као самостално насеље.

### Попис 1991.
На попису становништва 1991. године, насељено место Велики Броћанац је имало 187 становника, следећег националног састава:
| Попис 1991.‍ | Попис 1991.‍ | Попис 1991.‍ | Попис 1991.‍ | Попис 1991.‍ |
| ----------- | ----------- | ----------- | ----------- | ----------- |
|             |             |             |             |             |
| Хрвати      | Хрвати      |             | 153         | 81,81%      |
| Срби        | Срби        |             | 31          | 16,57%      |
| Југословени | Југословени |             | 2           | 1,06%       |
| Црногорци   | Црногорци   |             | 1           | 0,53%       |
| укупно: 187 |             |             |             |             |

## Црква
Између Великог Брочанца и Вучевице се налазила српска православна црква Св. Апостола Петра и Павла из 1805. године, срушена до темеља током 1990их.

## Презимена
- Вујић — Православци
- Новаковић — Православци
- Парађина — Православци
- Просеница — Православци
- Шего — Православци